# Mont Alto
Mont Alto est un borough situé au sud-est du comté de Franklin, en Pennsylvanie, aux États-Unis,. En 2010, il comptait une population de 1 705 habitants. Le borough est incorporé le 22 juillet 1913.

## Démographie
Lors du recensement de 2010, le borough comptait une population de 1 705 habitants. Elle est estimée, en 2019, à 1 866 habitants.